# Page (Dakota Północna)
Page – miasto w Stanach Zjednoczonych, w stanie Dakota Północna, w hrabstwie Cass.